# Secaș (Timiș)
Secaș (in ungherese Temesszékás, in tedesco Sekasch) è un comune della Romania di 297 abitanti, ubicato nel distretto di Timiș, nella regione storica del Banato. 
Il comune è formato dall'unione di 4 villaggi: Checheș, Crivobara, Secaș, Vizma.